# Le Petit-Mercey
Le Petit-Mercey ist eine Ortschaft und eine Commune déléguée in der französischen Gemeinde Dampierre mit 130 Einwohnern (Stand 1. Januar 2022) im Département Jura in der Region Bourgogne-Franche-Comté. 
Die Gemeinde Le Petit-Mercey wurde am 1. Januar 2019 mit Dampierre zur Commune nouvelle Dampierre zusammengeschlossen. Sie gehörte zum Arrondissement Dole und zum Kanton Authume. Die Nachbargemeinden waren Mercey-le-Grand (Département Doubs) im Norden und Osten, Évans und Dampierre im Süden, Louvatange im Westen und Romain im Nordwesten.

## Bevölkerungsentwicklung

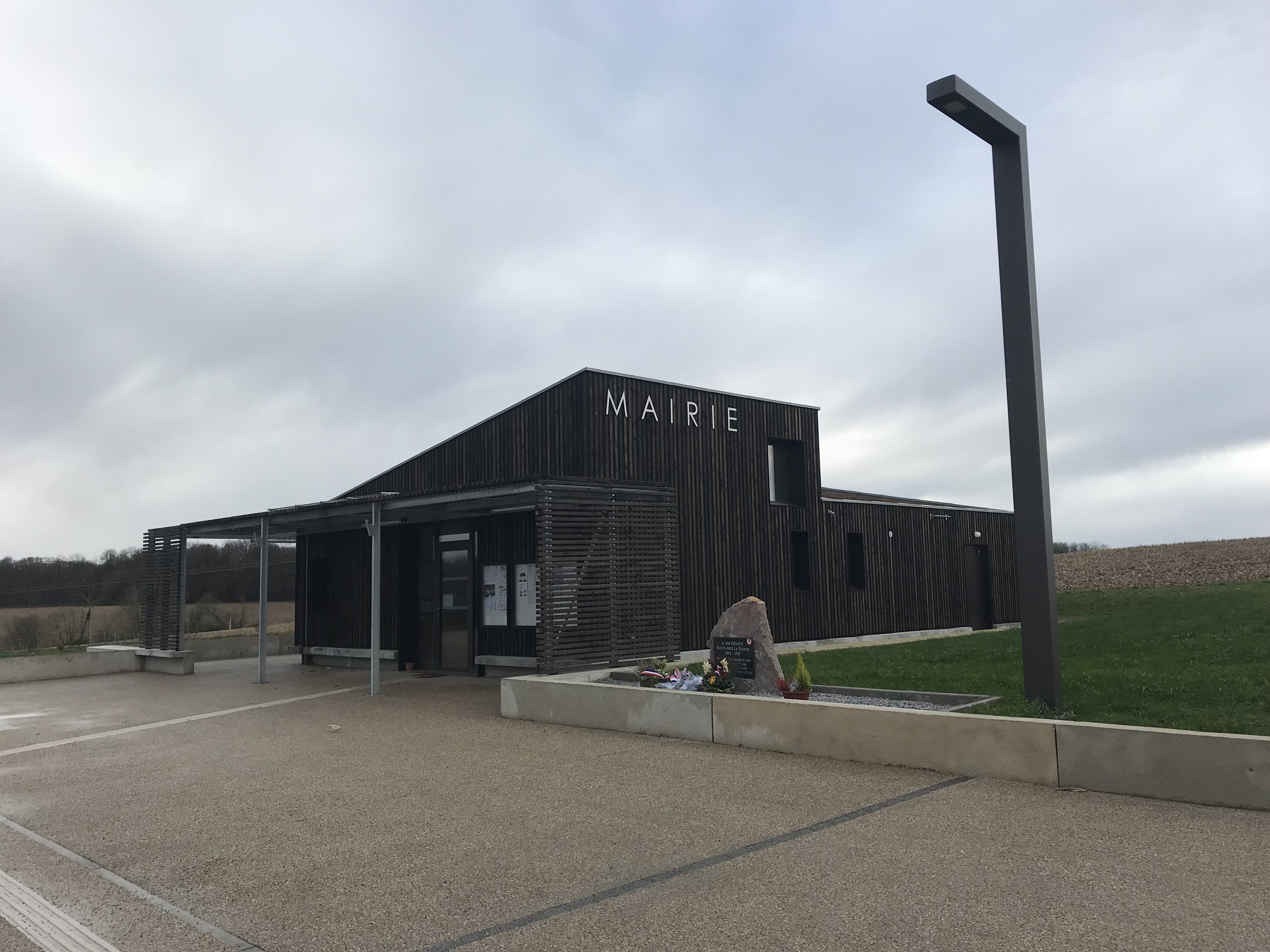
Ehemalige Mairie

| Jahr      | 1962 | 1968 | 1975 | 1982 | 1990 | 1999 | 2008 | 2017 |
| --------- | ---- | ---- | ---- | ---- | ---- | ---- | ---- | ---- |
| Einwohner | 43   | 34   | 33   | 35   | 53   | 58   | 111  | 125  |